# Calycomyza insolita
Calycomyza insolita este o specie de muște din genul Calycomyza, familia Agromyzidae, descrisă de Martinez în anul 1992.
Este endemică în Guadeloupe. Conform Catalogue of Life specia Calycomyza insolita nu are subspecii cunoscute.